# Królowa Górna
Królowa Górna est une localité polonaise de la gmina de Kamionka Wielka, située dans le powiat de Nowy Sącz en voïvodie de Petite-Pologne.